# 1-es busz (Dunaharaszti)
A Dunaharaszti 1-es busz a HÉV állomás és a TESCO áruház között közlekedik. Ez a város legforgalmasabb és legjelentősebb autóbusz-vonala. Betétjárata az 1Y hétköznapokon reggel három alkalommal és szombaton délelőtt közlekedik. A járatot a Ventona-Trans Kft. üzemelteti.

## Története
Dunaharasztin 1958. április 4-én indult meg a helyi tömegközlekedés. Egy évvel később, 1959. március 31-én a BHÉV állomás - Knézits utca járat volt Dunaharaszti első helyijárata. 2009-ben megnyílt a TESCO áruház a városban, így a korábban csak a Knézich Károly utcáig közlekedő járatot meghosszabbították az áruházig. 2011-ben a városi tömegközlekedési járatokon a számjelzéseket módosították, így a viszonylat az 1-es jelzést kapta.  
1958. április 1-jén autóbusz-járat indult Dunaharaszti, HÉV-állomás és Taksony között. Az autóbusz-járat nagy népszerűségnek örvendett, főleg a tanulók és a munkások körében. Hat kilométer gyaloglást mentesített az új buszjárat a Taksonyból Dunaharasztira vagy a fővárosba utazóknak. A járatot a MÁVAUT üzemeltette.
1959. március 31.-től már két buszjárat volt már a községen belül. Az egyik a Hév állomás és a Knézits út közötti, a másik a fent említett Taksonyi járat. A taksonyi járat dunaharaszti szakasza rövidebb volt (2 km hosszú), és három megállója volt Dunaharasztin belül: Bajcsy-Zsilinszky út 101, Bajcsy-Zsilinszky út 202 és Bajcsy-Zsilinszky út 256. A menetidő a taksonyi vonalon 4 perc volt, és 62 járatpár közlekedett naponta ezen a vonalon, míg a Knézich utcai vonalon 60 pár. A két járat együtt Dunaharasztin belül naponta nagyjából 7600 utast szállított. 1976-ban a HÉV állomásnál lévő buszmegállót átalakították, felújították.
1977-ben egy helyi autóbusz jegy 2 Forintba, egy havi bérlet 40 Forintba került.
1977-ben a Knézich utcai járatot a 9236. számú járatnak, a taksonyi vonalat pedig a 2361. számú járatnak nevezte a Volánbusz.
2003. január 1-jétől autóbusz-járatokat módosították, illetve új járatot hoztak létre, ami a Csatornapartig közlekedett. Az akkori rendszerben kezdték el alkalmazni a számjelzést.
1: HÉV állomás - Határ út - Knézich utca - Némedi út - HÉV állomás - Csatornapart. (mai
1-es és 4-es busz)
2:HÉV állomás - Temető utca - Munkácsy Mihály utca - Knézich utca (mai 3-as busz)
| Megálló régi neve             | Megálló mai neve    |
| ----------------------------- | ------------------- |
| HÉV állomás                   | HÉV állomás         |
| Alsónémedi elágazás           | Dózsa György út     |
| Piactér                       | Baktay Ervin tér    |
| Hősi emlékmű, MÁV állomás     | Vasútállomás        |
| Műszaki áruház (Lenin út 41.) | Szent László utca   |
| 41-es bolt (Lenin út 64.)     | Kodály Zoltán utca  |
| Knézits út                    | Knézich Károly utca |

## Útvonala
| TESCO áruház felé |  |
| --- |  |
| Dunaharaszti-külső HÉV állomás – Fő út – Dózsa György út – Baktay Ervin tér – Dunaharaszti vasútállomás – Némedi út – TESCO áruház |  |
| Dunaharaszti-külső HÉV állomás felé                                                                                                |  |
| TESCO áruház – Némedi út – Dunaharaszti vasútállomás – Baktay Ervin tér – Dózsa György út – Fő út – Dunaharaszti-külső HÉV állomás |  |

## Megállói
Az átszállási kapcsolatok között az azonos járat is fel van tüntetve.
| 0  | Dunaharaszti, HÉV állomás végállomás     | 11 | 1110 650, 653, 654, 655, 659, 660, 679 1, 1Y, 2, 3, 4, 14, 20            |
| 2  | Dózsa György út                          | 9  | 659, 679 1, 1Y, 3, 4, 20                                                 |
| 3  | Baktay Ervin tér                         | 7  | 659, 679 1, 1Y, 3, 4, 20                                                 |
| 4  | Dunaharaszti vasútállomás                | 6  | Budapest–Kunszentmiklós-Tass–Kelebia-vasútvonal 659, 679 1, 1Y, 3, 4, 20 |
| 5  | Szent László utca                        | 5  | 659, 679 1, 1Y, 3, 4                                                     |
| 7  | Kodály Zoltán utca                       | 4  | 659, 679 1, 1Y, 3, 4                                                     |
| 8  | Knézich Károly utca                      | 2  | 659, 679 1, 1Y, 3, 4                                                     |
| 9  | Piramis áruház (csak a HÉV állomás felé) | 1  | 659, 679 1, 1Y, 3                                                        |
| 11 | TESCO áruház végállomás                  | 0  | 1110, 1111, 1113, 1115 632, 633, 656, 657, 659 1, 1Y, 2, 3               |

## Képgaléria

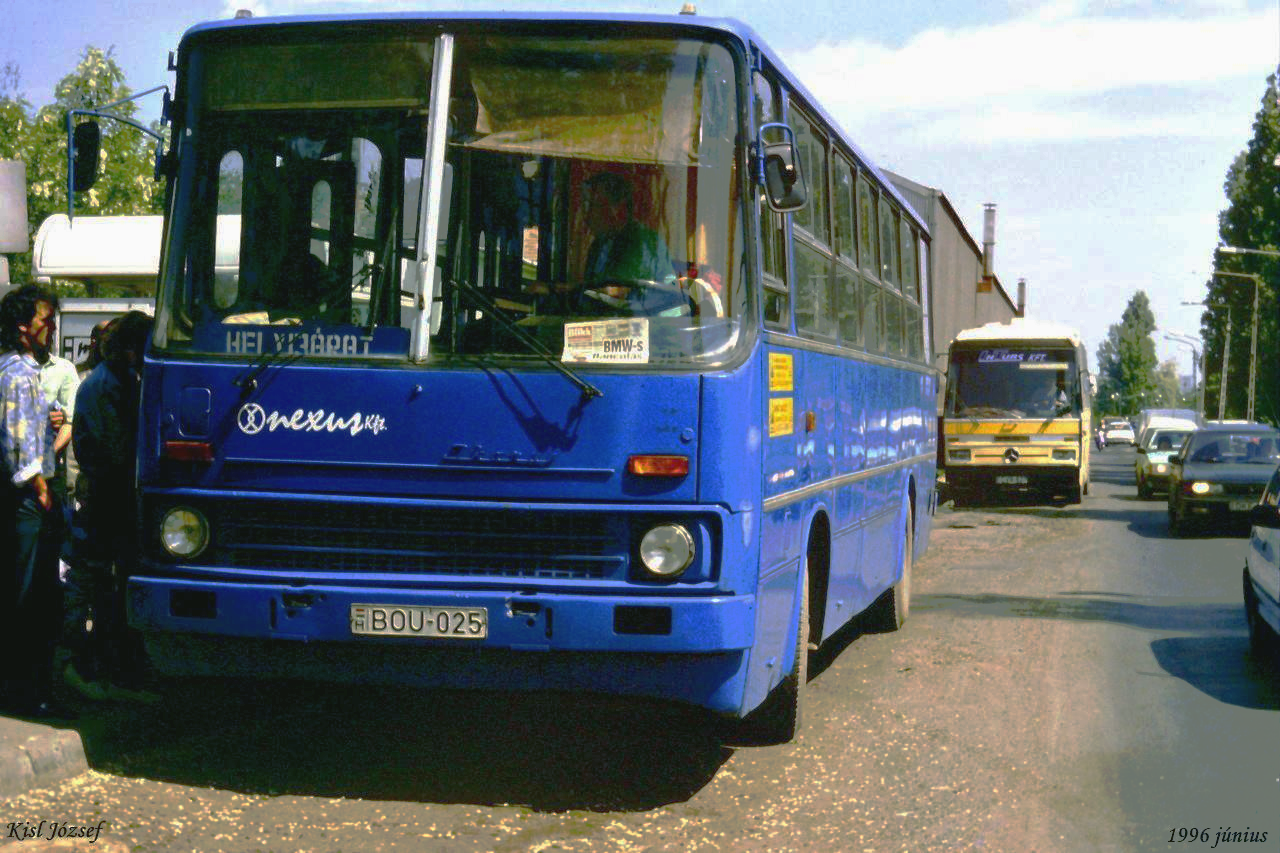
Dunaharaszti helyijárat 1996-ban.
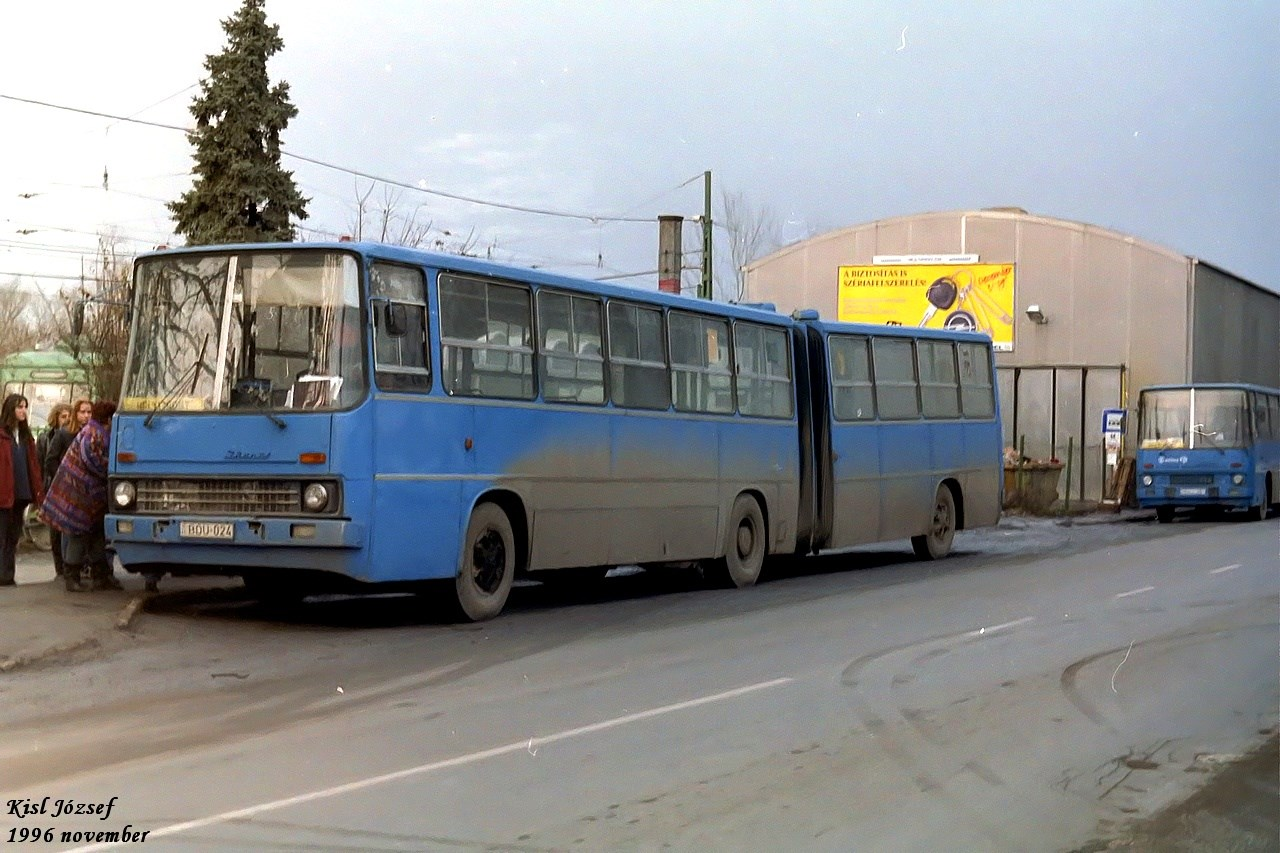
Ikarus 280-as Dunaharasztiban, 1996-ban.
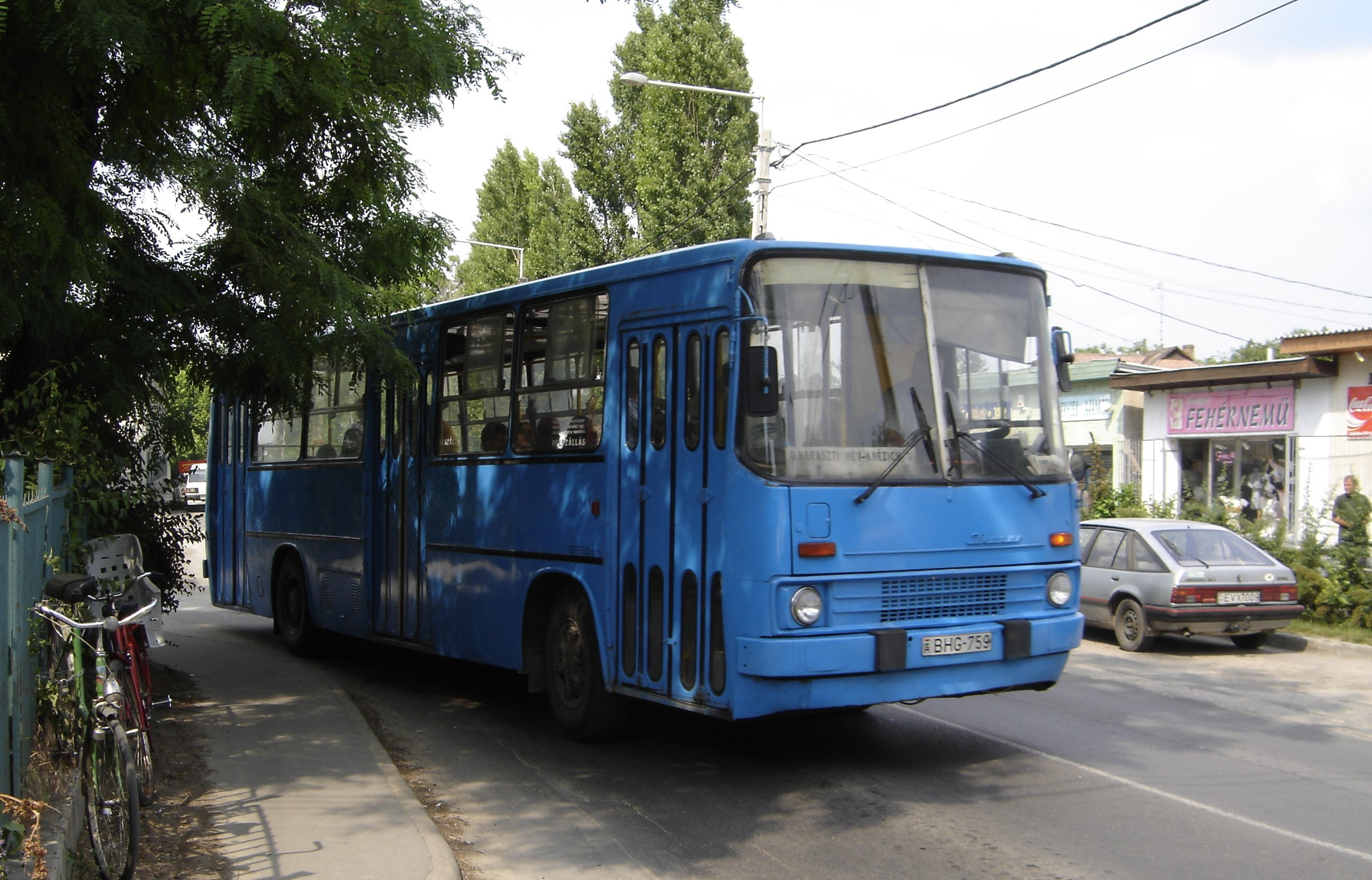
Dunaharaszti helyi busz 2005-ben.
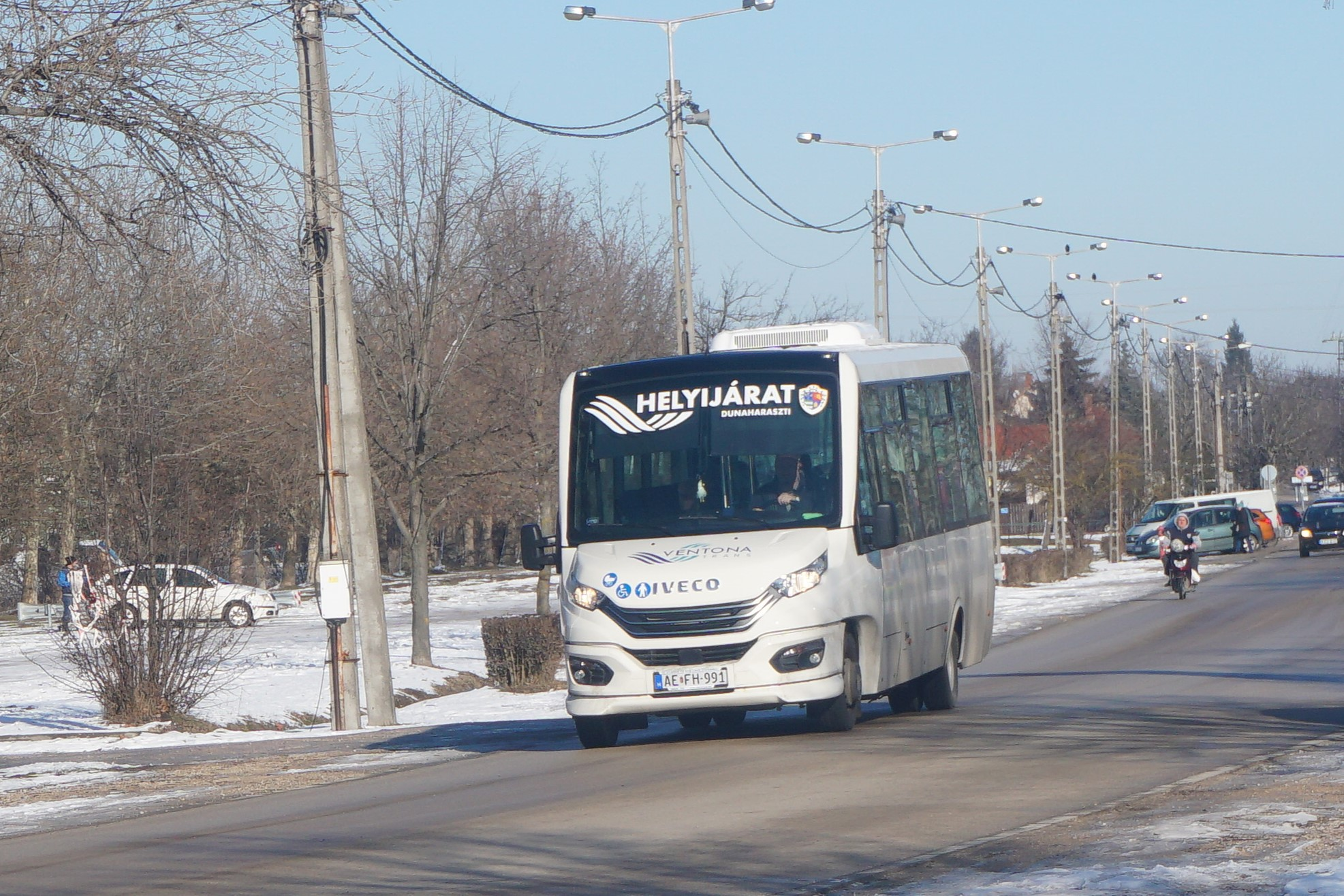
2023-as beszerzésű Iveco-Feniksbus FBI83 típusú midibusz a terelt útvonalon közlekedő 1-es járaton.